# 芍薬群蝶図
『芍薬群蝶図』（しゃくやくぐんちょうず）は、伊藤若冲の日本画『動植綵絵』の全30幅中の1幅である。さまざまな色の芍薬とそれらに群れる蝶が描かれている。

## 背景
『動植綵絵』は江戸時代の日本画家・伊藤若冲の代表作のひとつである。若冲は両親、弟、自分自身の永代供養を願って『釈迦三尊像』と本画を製作し、1765年に相国寺に寄進した。その後は同寺のもとに伝わったが、同寺が廃仏毀釈の影響で貧窮したため、1889年（明治22年）に1万円の下賜金と引き換えに明治天皇へと献上された。その後は御物として皇室の管理化にあったが、1989年（平成元年）に日本国へ寄贈され皇居三の丸尚蔵館の所蔵となった。『動植綵絵』の題は若冲が自ら寄進状に記した名称であり、その名の通り30幅いずれもさまざまな動植物をモチーフとしている。『動植綵絵』の大きな特徴として独創的な色彩表現が挙げられる。技法自体は伝統的な絹絵の表現方法を踏襲しているものの、絵具の種類やその重ね方、裏彩色の活かし方を工夫することで独自の色彩表現として成立している。皇居三の丸尚蔵館学芸室主任研究官の太田彩は本作の製作にかかった10年を「若冲飛躍の10年であり、若冲画風確立の10年であった」と述べている。また、若冲の作品群の中でも特に高い評価を得ており、「『動植綵絵』は別格」などとも評される。本項では『動植綵絵』30幅のうち1幅『芍薬群蝶図』について詳述する。

## 内容
さまざまな色の芍薬と、それらに群れる蝶が描かれており、顔料と染料を使い分けるのみならず裏彩色も用いて精緻な色彩が表現されている。なお、動植綵絵の特徴として裏彩色の多用があるが、本画では比較的少ない。寸法は縦142.0センチメートル、横79.8センチメートルである。『藤景和画記』では「艶霞香風」（えんかこうふう）と題されている
蝶の翅は黄色の顔料と染料を使い分けている。白色の蝶は表と裏ともに胡粉で薄く彩色を施しており、翅の白が厚ぼったくならないように工夫が施されているが、最上部の二匹に限っては裏彩色されていないため白さが控えめであり、より高い位置を飛んでいることを表現している。一部の蝶に見られる青い部分は銅系の顔料によるものであり、灰黒色の部分は墨もしくは薄墨である。蝶の見た目は一部を除いて標本箱にピン留めされたような一定の形をしており、同種の表現は『秋塘群雀図』に描かれたスズメや『紅葉小禽図』の紅葉にもみられる。
芍薬は白、赤、ピンクと様々な色のものが描かれている。表面から順に緑（緑青）、白（胡粉）、黄色（染料）、赤（染料）で着色されており、特に蕊の部分に胡粉の裏彩色を置いている。花びらは濃赤色の顔料と薄赤色の染料を使い分けている。ピンクの花は胡粉と赤色の染料を重ね、赤の花は赤の染料と辰砂によるものである。花びらの胡粉はごく薄い裏彩色と表面からの彩色のみによるものの2種類があり、微妙な色彩の違いが表現されている。画面中央下部、白斑の蝶の下にある白い芍薬2本は、蕊に胡粉によるごく薄い裏彩色が、その上に薄緑の顔料、胡粉、黄色の染料の順に彩色され、一番上に蕊先をあらわす赤色染料が置かれている。中央には花びらの減った散り際の芍薬が描かれており、皇居三の丸尚蔵館学芸室主任研究官の太田彩は「美しさと生命の共生、そしてはかなさを表しているのであろうか」と若冲の意図を推測している。
葉や茎の緑色は顔料の濃淡のほか染料による表現を織り交ぜることで変化をつけている。多くの箇所は粒子感のない暗緑色の染料が用いられているが、それに加えて緑青という岩絵具によって明るい緑と濃い緑の2色が加えられている。また茎などの一部には緑青で裏彩色が施されている。葉脈の中心線は短い線を斜めに連ねることで1本の線に見えるように表現しているが、この技法は『秋塘群雀図』や『棕櫚雄鶏図』でもみられる。

## 落款
構図と落款の特徴から本画は動植綵絵30幅の中で製作時期が最も早い作品だと考えられている。1757年 – 1760年頃（宝暦7 – 10年）の範囲だとされており、『梅花小禽図』が1758年の作だとされていることからその前年である1757年だと推定されている。
款記には「平安城若冲居士藤汝鈞畫於錦街陋室」とあり、京都の錦街にある画室で描いたことがわかる。また、遊印は朱文長方印で「出新意於法度之中」とある。これは1755年（宝暦5年）製作の『旭日鳳凰図』および『月梅図』にも捺されているものであり、動植綵絵の方向性を模索していた最初期の作品であることを推定させる根拠となっている。白文方印で「汝鈞」と、朱文方印で「藤氏景和」と捺されている。「汝鈞」は名、「景和」は字、「藤」は姓を、「若冲居士」は号を意味する。